# Melitta barbarae
Melitta barbarae is een vliesvleugelig insect uit de familie Melittidae. De wetenschappelijke naam van de soort is voor het eerst geldig gepubliceerd in 2006 door Eardley.